# Zürich Chess Challenge
Die Zürich Chess Challenge ist ein seit 2012 jährlich ausgetragenes Schachturnier in Zürich. Als Veranstaltung mit Weltklassebesetzung sieht sich das Turnier in der Traditionslinie des 1953 an gleicher Stelle ausgetragenen Kandidatenturniers zur Schach-Weltmeisterschaft.

## Austragung 2012
Die Zürich Chess Challenge im April 2012 war ein auf sechs Partien angesetzter Zweikampf zwischen Lewon Aronjan und Wladimir Kramnik, die zu diesem Zeitpunkt die Plätze 2 und 3 der FIDE-Weltrangliste einnahmen. Der Wettkampf endete unentschieden. Aronjan gewann die erste Partie, Kramnik die dritte. Vier Partien endeten remis.

## Austragung 2013
Vom 23. Februar bis 1. März 2013 wurde die Zürich Chess Challenge als doppelrundiges Turnier mit vier Teilnehmern ausgetragen. Die teilnehmenden Spieler gehörten zu diesem Zeitpunkt zu den Top 20 der aktuellen Weltrangliste.
| Platz | Spieler           | Elo-Zahl | 1   | 2   | 3   | 4   | Punkte |
| ----- | ----------------- | -------- | --- | --- | --- | --- | ------ |
| 1     | Fabiano Caruana   | 2757     | X X | ½ 1 | ½ ½ | ½ 1 | 4      |
| 2     | Viswanathan Anand | 2780     | ½ 0 | X X | ½ 1 | ½ ½ | 3      |
| 3     | Wladimir Kramnik  | 2810     | ½ ½ | ½ 0 | X X | ½ ½ | 2½     |
| 4     | Boris Gelfand     | 2740     | ½ 0 | ½ ½ | ½ ½ | X X | 2½     |

## Austragung 2014

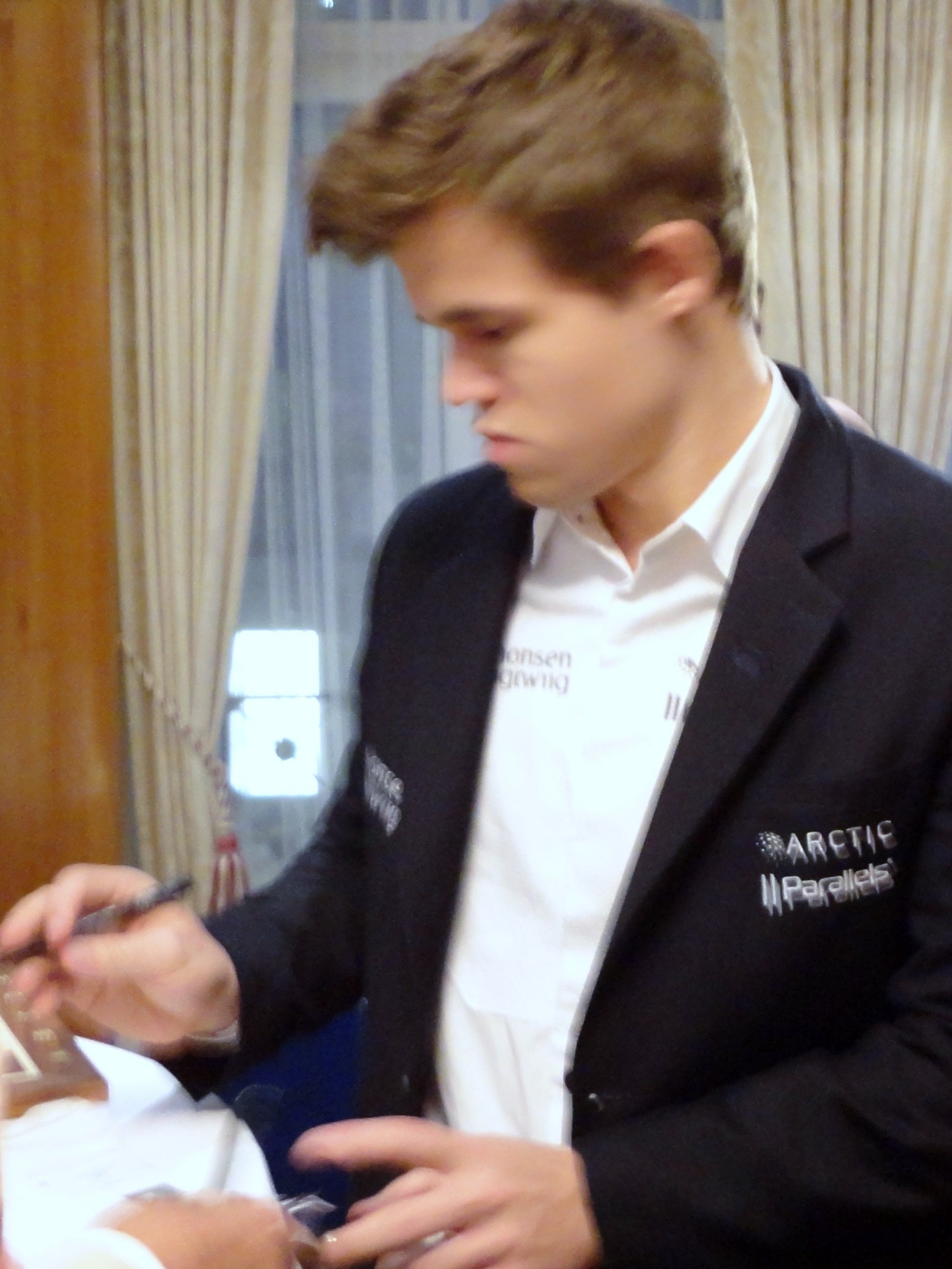
Magnus Carlsen, 2014

Vom 29. Januar bis 4. Februar 2014 spielten sechs Spieler um die Zürich Chess Challenge 2014. Die Veranstaltung erreichte als erstes Turnier überhaupt die Kategorie 23. Alle Teilnehmer gehörten zum Zeitpunkt des Turniers zu den Top 10 der Weltrangliste.
Zunächst wurden in einem Blitzturnier die Ausgangspositionen für die Startnummernvergabe ermittelt. Anschließend fanden ein Turnier mit klassischer Bedenkzeit und ein Schnellschach-Turnier statt. Aus den beiden letztgenannten Turnieren wurde eine Gesamtwertung berechnet, wobei das klassische Turnier in doppelter Wertigkeit einging.

### Blitzturnier
| Platz | Spieler           | 1 | 2 | 3 | 4 | 5 | 6 | Punkte | SB   |
| ----- | ----------------- | - | - | - | - | - | - | ------ | ---- |
| 1     | Magnus Carlsen    | X | ½ | 1 | 0 | 1 | ½ | 3      | 7.25 |
| 2     | Lewon Aronjan     | ½ | X | 0 | ½ | 1 | 1 | 3      | 6.75 |
| 3     | Hikaru Nakamura   | 0 | 1 | X | 1 | ½ | 0 | 2½     | 6.75 |
| 4     | Fabiano Caruana   | 1 | ½ | 0 | X | 0 | 1 | 2½     | 6    |
| 5     | Viswanathan Anand | 0 | 0 | ½ | 1 | X | 1 | 2½     | 5.25 |
| 6     | Boris Gelfand     | ½ | 0 | 1 | 0 | 0 | X | 1½     | 4    |

### Klassisches Schach-Turnier
Um für die Gesamtwertung eine Höhergewichtung dieses Turniers zu erreichen, wurden die Punktzahlen gegenüber der üblichen Zählweise verdoppelt.
| Platz | Spieler           | Elo-Zahl | 1 | 2 | 3 | 4 | 5 | 6 | Punkte |
| ----- | ----------------- | -------- | - | - | - | - | - | - | ------ |
| 1     | Magnus Carlsen    | 2872     | X | ½ | 1 | 1 | ½ | 1 | 8      |
| 2     | Lewon Aronjan     | 2812     | ½ | X | 0 | 1 | 1 | ½ | 6      |
| 3     | Fabiano Caruana   | 2782     | 0 | 1 | X | ½ | ½ | ½ | 5      |
| 4     | Hikaru Nakamura   | 2789     | 0 | 0 | ½ | X | 1 | ½ | 4      |
| 5     | Viswanathan Anand | 2773     | ½ | 0 | ½ | 0 | X | 1 | 4      |
| 6     | Boris Gelfand     | 2777     | 0 | ½ | ½ | ½ | 0 | X | 3      |

### Schnellschach-Turnier
| Platz | Spieler           | 1 | 2 | 3 | 4 | 5 | 6 | Punkte |
| ----- | ----------------- | - | - | - | - | - | - | ------ |
| 1     | Fabiano Caruana   | X | 1 | ½ | 1 | ½ | 1 | 4      |
| 2     | Hikaru Nakamura   | 0 | X | 1 | ½ | 1 | 1 | 3½     |
| 3     | Lewon Aronjan     | ½ | 0 | X | 1 | ½ | 1 | 3      |
| 4     | Magnus Carlsen    | 0 | ½ | 0 | X | 1 | ½ | 2      |
| 5     | Boris Gelfand     | ½ | 0 | ½ | 0 | X | ½ | 1½     |
| 6     | Viswanathan Anand | 0 | 0 | 0 | ½ | ½ | X | 1      |

### Gesamtwertung
| Platz | Spieler           | Punkte |
| ----- | ----------------- | ------ |
| 1     | Magnus Carlsen    | 10     |
| 2     | Fabiano Caruana   | 9      |
| 3     | Lewon Aronjan     | 9      |
| 4     | Hikaru Nakamura   | 7½     |
| 5     | Viswanathan Anand | 5      |
| 6     | Boris Gelfand     | 4½     |

## Austragung 2015
Das Turnier fand vom 13. bis 19. Februar 2015 statt. Die sechs Teilnehmer lagen unter den besten 12 der FIDE-Weltrangliste. Das Turnier erreichte die Kategorie 22. Der Spielmodus war analog zur Austragung 2014.

### Blitzturnier
| Platz | Spieler           | 1 | 2 | 3 | 4 | 5 | 6 | Punkte | SB   |
| ----- | ----------------- | - | - | - | - | - | - | ------ | ---- |
| 1     | Lewon Aronjan     | X | ½ | 1 | 1 | ½ | 1 | 4      | 8,75 |
| 2     | Fabiano Caruana   | ½ | X | ½ | ½ | 1 | 1 | 3½     | 6,75 |
| 3     | Viswanathan Anand | 0 | ½ | X | 1 | 1 | 1 | 3½     | 5,75 |
| 4     | Hikaru Nakamura   | 0 | ½ | 0 | X | ½ | 1 | 2      | 3,25 |
| 5     | Wladimir Kramnik  | ½ | 0 | 0 | ½ | X | 0 | 1      | 3    |
| 6     | Sergei Karjakin   | 0 | 0 | 0 | 0 | 1 | X | 1      | 1    |

### Klassisches Schach-Turnier
Um für die Gesamtwertung eine Höhergewichtung dieses Turniers zu erreichen, wurden die Punktzahlen gegenüber der üblichen Zählweise verdoppelt.
| Platz | Spieler           | 1 | 2 | 3 | 4 | 5 | 6 | Punkte | SB  |
| ----- | ----------------- | - | - | - | - | - | - | ------ | --- |
| 1     | Viswanathan Anand | X | 1 | ½ | ½ | ½ | 1 | 7      |     |
| 2     | Hikaru Nakamura   | 0 | X | ½ | 1 | 1 | ½ | 6      |     |
| 3     | Wladimir Kramnik  | ½ | ½ | X | ½ | ½ | ½ | 5      |     |
| 4     | Fabiano Caruana   | ½ | 0 | ½ | X | ½ | ½ | 4      | 10  |
| 5     | Sergei Karjakin   | ½ | 0 | ½ | ½ | X | ½ | 4      | 10  |
| 6     | Lewon Aronjan     | 0 | ½ | ½ | ½ | ½ | X | 4      | 9,5 |

### Schnellschach-Turnier
| Platz | Spieler           | 1 | 2 | 3 | 4 | 5 | 6 | Punkte | SB   |
| ----- | ----------------- | - | - | - | - | - | - | ------ | ---- |
| 1     | Wladimir Kramnik  | X | 1 | 1 | 0 | ½ | 1 | 3,5    |      |
| 2     | Lewon Aronjan     | 0 | X | ½ | 1 | 1 | ½ | 3      | 6,25 |
| 3     | Hikaru Nakamura   | 0 | ½ | X | ½ | 1 | 1 | 3      | 6    |
| 4     | Sergei Karjakin   | 1 | 0 | ½ | X | ½ | 0 | 2      | 6    |
| 5     | Viswanathan Anand | ½ | 0 | 0 | ½ | X | 1 | 2      | 4,25 |
| 6     | Fabiano Caruana   | 0 | ½ | 0 | 1 | 0 | X | 1,5    |      |

### Gesamtwertung
| Platz | Spieler           | Punkte |
| ----- | ----------------- | ------ |
| 1     | Viswanathan Anand | 9      |
| 2     | Hikaru Nakamura   | 9      |
| 3     | Wladimir Kramnik  | 8½     |
| 4     | Lewon Aronjan     | 7      |
| 5     | Sergei Karjakin   | 6      |
| 6     | Fabiano Caruana   | 5½     |

Die vorstehende Reihenfolge ergibt sich auf Platz 1 und 2 unter Berücksichtigung der Feinwertung. Anschließend wurde ein Stichkampf mit nur einer Blitzpartie ausgespielt, den Nakamura gegen Anand gewann.

## Austragung 2016
2016 wurde das Turnier zwischen dem 12. und dem 15. Februar abgehalten. Dieses Jahr wurde ausschließlich Schnellschach und Blitzschach (jeweils 5 Runden) gespielt. Während sich Hikaru Nakamura und Viswanathan Anand im Schnellschach Platz 1 und 2 teilten gewann Nakamura das Blitzturnier und die Gesamtwertung durch Feinwertung. Parallel fand ein Freundschaftsmatch über zwei Partien zwischen Boris Gelfand und Alexander Morozevich statt.

### Schnellschach-Turnier
Die Ergebnisse der Schnellschachpartien wurden gegenüber den Blitzpartien doppelt gewichtet, sodass ein Sieg 2 Punkte und ein Remis 1 Punkt zur Gesamtwertung beitrug.
| Platz | Spieler           | Elo  | 1 | 2 | 3 | 4 | 5 | 6 | Punkte | SB    |
| ----- | ----------------- | ---- | - | - | - | - | - | - | ------ | ----- |
| 1     | Viswanathan Anand | 2784 | X | ½ | ½ | 1 | ½ | 1 | 7      | 15,00 |
| 2     | Hikaru Nakamura   | 2787 | ½ | X | ½ | 1 | 1 | ½ | 7      | 15,00 |
| 3     | Wladimir Kramnik  | 2801 | ½ | ½ | X | ½ | ½ | 1 | 6      |       |
| 4     | Lewon Aronjan     | 2792 | 0 | 0 | ½ | X | 1 | ½ | 4      |       |
| 5     | Alexei Schirow    | 2684 | ½ | 0 | ½ | 0 | X | ½ | 3      | 8,00  |
| 6     | Anish Giri        | 2798 | 0 | ½ | 0 | ½ | ½ | X | 3      | 7,50  |

### Blitzturnier
| Platz | Spieler           | Elo  | 1 | 2 | 3 | 4 | 5 | 6 | Punkte | SB   |
| ----- | ----------------- | ---- | - | - | - | - | - | - | ------ | ---- |
| 1     | Hikaru Nakamura   | 2787 | X | ½ | ½ | 1 | 1 | ½ | 3,5    | 7,75 |
| 2     | Viswanathan Anand | 2784 | ½ | X | ½ | ½ | 1 | 1 | 3,5    | 6,75 |
| 3     | Wladimir Kramnik  | 2801 | ½ | ½ | X | ½ | 1 | 1 | 3,5    | 6,75 |
| 4     | Anish Giri        | 2798 | 0 | ½ | ½ | X | ½ | 1 | 2,5    |      |
| 5     | Lewon Aronjan     | 2792 | 0 | 0 | 0 | ½ | X | 1 | 1,5    |      |
| 6     | Alexei Schirow    | 2684 | ½ | 0 | 0 | 0 | 0 | X | 0,5    |      |

### Gesamtwertung
| Platz | Spieler           | Elo  | Punkte | SB    |
| ----- | ----------------- | ---- | ------ | ----- |
| 1     | Hikaru Nakamura   | 2787 | 10,5   | 22,75 |
| 2     | Viswanathan Anand | 2784 | 10,5   | 21,75 |
| 3     | Wladimir Kramnik  | 2801 | 9,5    |       |
| 4     | Anish Giri        | 2798 | 5,5    | 11,75 |
| 5     | Lewon Aronjan     | 2792 | 5,5    | 9,25  |
| 6     | Alexei Schirow    | 2684 | 3,5    |       |